# Fontinalis gigantea
Fontinalis gigantea är en bladmossart som beskrevs av Sullivant 1856. Fontinalis gigantea ingår i släktet näckmossor, och familjen Fontinalaceae. Inga underarter finns listade i Catalogue of Life.